# Eparch von Nobatia

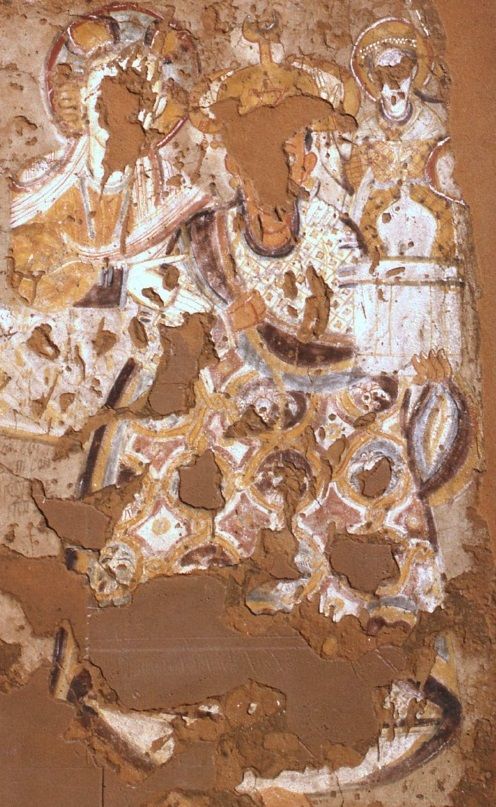
Ein Eparch von Nobatia in einer Wandmalerei von Abd al-Qadir

Der Eparch von Nobatia war eines der wichtigsten Ämter im nubischen Reich von Makuria. Er verwaltete Nobatia, die nördlichste Provinz dieses christlichen Reiches. Der Titel Eparch ist von dem byzantinischen Reich übernommen worden und entspricht dem lateinischen Präfekten. Der Eparch von Nobatia erscheint in arabischen Quellen als Herr der Berge oder Herr der Pferde. Altnubische Quellen deuten an, dass er den Titel Herr der kgl. Pferde trug. Der arabische Diplomat (10. Jahrhundert) Ibn Selim el-Aswani berichtet, dass er sich um alle diejenigen kümmerte, die aus moslemischen Ländern nach Makuria kamen. Er war also mit den Beziehungen zwischen Arabern und dem Hof von Makuria beauftragt und in dieser Funktion beaufsichtigte er auch den Handel zwischen Makuria und der arabischen Welt. Der Hof des Eparchen war wie der Hof des Königs von Makuria organisiert. Er residierte zunächst in Faras, dann in Qasr Ibrim. Der erste Eparch von Nobatia ist unter König Mercurios (regierte 696 bis nach 710) bezeugt, wobei es unklar ist, ob das Amt unter diesem Herrscher eingeführt wurde oder ob es schon vorher bestand, wobei bis 655 Nobatia noch als eigenständiges Königreich bestanden hatte.
In verschiedenen Kirchen gibt es Darstellungen eines Eparchen. Er ist meist im Schutz Jesu, der Mutter Maria oder von Engeln dargestellt und trägt meist eine Krone.

## Liste bekannter Eparchen
- Markos (um 700)
- Petros (starb 798)
- Paulos-Kolla (um 750)
- Johannes (starb 883)
- Iesousinkouda
- Goassi (1161)
- Papasa (starb 1181)
- Jorays (spätes 13. Jahrhundert)
- Darme
- Gabrielinkouda
- Adam